# Tunas Samudera
Le Tunas Samudera (ou KLD Tunas Samudera) est un brick-goélette construit en 1988 au Royaume-Uni.
Il est l'actuel navire-école de la Marine royale malaisienne (Tentera Laut DiRaja Malaysia, TLDM).

## Histoire
Le Tunas Samudera a été construit au chantier naval anglais Booke Yachts de Lowestoft, au nord de la Tamise. Il a été lancé en 1989 et baptisé par la reine Élisabeth II et le roi de Malaisie, le sultan Azlan Shah de Perak.
Il a comme sister-ship le Young Endeavour de la Royal Australian Navy, de l'architecte naval Colin Mudie du Royal Designers for Industry, aussi designer du Tarangini de la Marine indienne et de son sister-ship britannique le Lord Nelson.
Il participe à différents Tall Ships' Races.
En 2007 et 2008 le Tunas Samudera a fréquenté des ports européens  comme les ports français de Cherbourg et Brest en accomplissant un tour du monde avec un équipage de 46 personnes.